# كوزي زويلسدروف
كوزي زويلسدروف (بالإنجليزية: Cozi Zuehlsdorff) هي مغنية وممثلة أمريكية، ولدت في 3 أغسطس 1998 بمقاطعة أورانج في الولايات المتحدة.

## أعمال

### أفلام
- (2011) حكاية دولفين[5][6]

## وصلات خارجية
- كوزي زويلسدروف على موقع IMDb (الإنجليزية)
- كوزي زويلسدروف على موقع روتن توميتوز (الإنجليزية)
- كوزي زويلسدروف على موقع ميوزك برينز (الإنجليزية)
- كوزي زويلسدروف على موقع قاعدة بيانات الفيلم (الإنجليزية)